# Ceramius tuberculifer
Ceramius tuberculifer är en stekelart som beskrevs av Henri Saussure 1854. Ceramius tuberculifer ingår i släktet Ceramius och familjen Masaridae. Inga underarter finns listade.